# Manganeses de la Lampreana
Manganeses de la Lampreana è un comune spagnolo di 589 abitanti situato nella comunità autonoma di Castiglia e León.